# Новоилински (Пермски край)
Новоилински (на руски: Новоильинский) е селище от градски тип в Русия, разположено в Нитвенски район, Пермски край. Населението му към 1 януари 2018 година е 3455 души.